# Drapeau de Cincinnati
Le drapeau de Cincinnati est sélectionné lors d'un concours de 1896, et adopté le 15 juin 1940 par la ville de Cincinnati, en Ohio, aux États-Unis.

## Conception
Le drapeau de la ville de Cincinnati est défini par l'ordonnance de la ville :

« Le drapeau de Cincinnati doit être de forme rectangulaire. Il doit avoir une base blanche. Au centre doit figurer une lettre rouge « C ». Trois lignes parallèles ondulées de couleur bleu marine s'étendent horizontalement de chaque côté de la lettre « C ». Dans la lettre « C » doit figurer le sceau de la ville de Cincinnati en bleu. S'étendant vers le haut à partir d'un point au sommet de la lettre « C » et espacé également de sa ligne médiane, il y aura une grappe de cinq feuilles de buckeye en rouge. Les dimensions proportionnelles du drapeau et de ses différentes parties doivent être conformes à la conception officielle de celui-ci au dossier de la chambre du conseil de la ville de Cincinnati. »

— C. M. C. §104-3 du Code civil
Les vagues bleues représentent la rivière Ohio, sur laquelle la ville est fondée. Le « C » rouge au centre représente Cincinnati et une feuille de buckeye rouge repose au sommet de la lettre pour symboliser l'État de l'Ohio. Le centre du C représente le sceau de Cincinnati tel qu'il était lors de la sélection du drapeau en 1896.

## Histoire

Variante du drapeau avec les couleurs du FC Cincinnati.

Le 23 novembre 1895, le journal Cincinnati Times-Star publie un éditorial proposant un concours pour choisir un drapeau pour la ville, offrant un prix de 50 $. Le maire John A. Caldwell nomme une Commission du drapeau pour juger les soumissions. Au moins 50 dessins sont soumis par des artistes locaux, mais seulement quatre ont obtenu une approbation conditionnelle. De nombreux modèles sont rejetés pour être trop élaborés ou pour symboliser la ville reine avec une couronne, un dispositif que le maire jugeait inapproprié pour une ville américaine. Le 24 janvier 1896, la commission attribue les 50 $ à « Zero of Burnet Woods », Emil Rothengatter (1848-1939), pour le dessin qui est en usage aujourd'hui,,. Immigrant allemand, Rothengatter est contremaître à la Russell Morgan Lithographing Company et un concepteur influent d'affiches de cirque à l'apogée de ce genre.
The Enquirer, rival commercial et politique du Times-Star, enregistre une opposition véhémente au drapeau proposé. Les éditoriaux et les personnes interrogées protestent contre le fait que tout drapeau local concurrencerait les Étoiles et les rayures et le remplacerait même dans certains contextes. Cependant, le maire Caldwell prend soin de décrire le drapeau comme un simple logo pour annoncer la ville. On craignait[style à revoir] également que Cincinnati ne soit pas en mesure de protéger le dessin du drapeau contre une mauvaise utilisation. Cleveland avait adopté un drapeau municipal, seulement pour le voir immédiatement déposé par un fabricant de cigares ; The Enquirer avertit qu'une brasserie avait l'intention de faire de même à Cincinnati. On ne savait pas[style à revoir] si un gouvernement municipal pouvait obtenir un droit d'auteur pour son drapeau.
Un fait qui n'est pas rapporté dans The Enquirer est que, le jour de la sélection du drapeau, le rédacteur en chef du Times-Star, Rep. Charles Phelps Taft, a demandé au Congrès d'accorder à la ville les droits exclusifs sur le dessin. Néanmoins, le conseil municipal (connu alors sous le nom de Conseil de la Législature) a rejeté une mesure qui aurait rendu le drapeau officiel. Il y avait encore un certain soutien pour le drapeau : dans le mois, le manager des Reds Frank Bancroft commande un ensemble pour League Park. En 1902, un auteur note que le drapeau est en fait devenu très populaire. La Chambre de commerce de Cincinnati adopte une résolution appelant la ville à adopter officiellement le drapeau. Cependant, les responsables de la ville ont soutenu que la résolution du Congrès de 1896 rendait toute ordonnance de la ville inutile. En 1926, ils découvrent avec embarras qu'ils n'ont aucune réplique du drapeau de la ville sous la main alors qu'ils se préparent à une visite de Marie de Roumanie. En 1936, la ville érige deux mâts de drapeau à chaque extrémité de Fountain Square, et prévoit à l'origine d'arborer un drapeau américain de chacun. Cependant, l'affichage du double drapeau est considéré comme une violation de l'étiquette du drapeau, de sorte que le drapeau de la ville est hissé depuis l'un des mâts[pas clair]. Le jour où un accident de la circulation se produit dans la ville, un « drapeau noir de la mort » remplace le drapeau de la ville,.
Le drapeau municipal ne serait officiellement adopté qu'en 15 juin 1940, comme Ordonnance de la ville 181-1940, sur la suggestion du maire James Garfield Stewart. L'ordonnance est d'abord codifiée sous le nom de C.O. 104-2, puis renumérotée C. M. C. 104-3 le 1er janvier 1972.
Dans un sondage de 2004 sur le site web de l'Association nord-américaine de vexillologie, le drapeau de Cincinnati est élu 22e meilleur design parmi 150 drapeaux de villes américaines et le meilleur drapeau de ville de l'Ohio,. En 2016, les fans du club de football FC Cincinnati commencent à utiliser des variantes bleues et oranges du drapeau pour montrer leur soutien à l'équipe.